# Extra (canção)
"Extra" (também conhecida como Extra Extra) é uma canção gravada pela banda cristã de rock brasileira Katsbarnea, registrada nos álbuns O Som que Te Faz Girar (1989) e Katsbarnea (1990). Foi escrita pelo vocalista Brother Simion.
Se tornou um clássico do Katsbarnea, fazendo o grupo conhecido no Brasil. Venceu o FICO (Festival Interno do Colégio Objetivo) em 1990 e foi executada exaustivamente nas rádios cristãs do Brasil, sendo divulgada também no exterior.
Conta a história do personagem Johnny, que passou a vida buscando coisas fúteis, quando um jornaleiro conta a ele que o mundo se acabaria no dia seguinte. Tal personagem é baseado em Brother Simion antes de sua conversão ao protestantismo.
"Extra" foi regravada outras vezes pelo Katsbarnea: Acústico - A Revolução está de volta e A Tinta de Deus (faixa interativa). Simion a regravou em seu disco Gênesis For New Generation, lançado em 2007.